# وليام تشاترتون ديكس
وليام تشاترتون ديكس (بالإنجليزية: William Chatterton Dix) هو كاتب ترانيم إنجليزي ولد في يوم 14 يونيو 1837 في مدينة بريستول في إنجلترا، ألف عدة ترانيم عن عيد الميلاد وتوفي في يوم 9 سبتمبر 1898 في شيدر.

## روابط خارجية
- وليام تشاترتون ديكس على موقع ميوزك برينز (الإنجليزية)
- وليام تشاترتون ديكس على موقع أول ميوزيك (الإنجليزية)
- وليام تشاترتون ديكس على موقع أول ميوزيك (الإنجليزية)
- وليام تشاترتون ديكس على موقع ديسكوغز (الإنجليزية)